# Agastyamalai
Agasthyamalai o Agastya Mala (Malaiàlam അഗസ്ത്യകൂടം, Agastyakutam) es una montaña cónica y aislada a la parte sur de los Ghats Occidentales, distrito de Thiruvananthapuram en Kerala, taluk de Neyyattinkara, y en el antiguo principado de Travancore. Localmente es conocida como Sahya Parvatam.
Tiene una altura de 1868 metros. Se encuentra al límite entre el distrito de Thiruvananthapuram y el distrito de Tirunelveli (Tinnevelly). En esta montaña nace el río sagrado Tambraparni (hacia el este en el distrito de Tirunelveli) y el Neyyar (hacia el oeste). Su nombre deriva del sabio Agastya Maharshi, pionero de la civilización aria al sur del India, del que la leyenda dice que todavía vive en su cumbre como yogui.

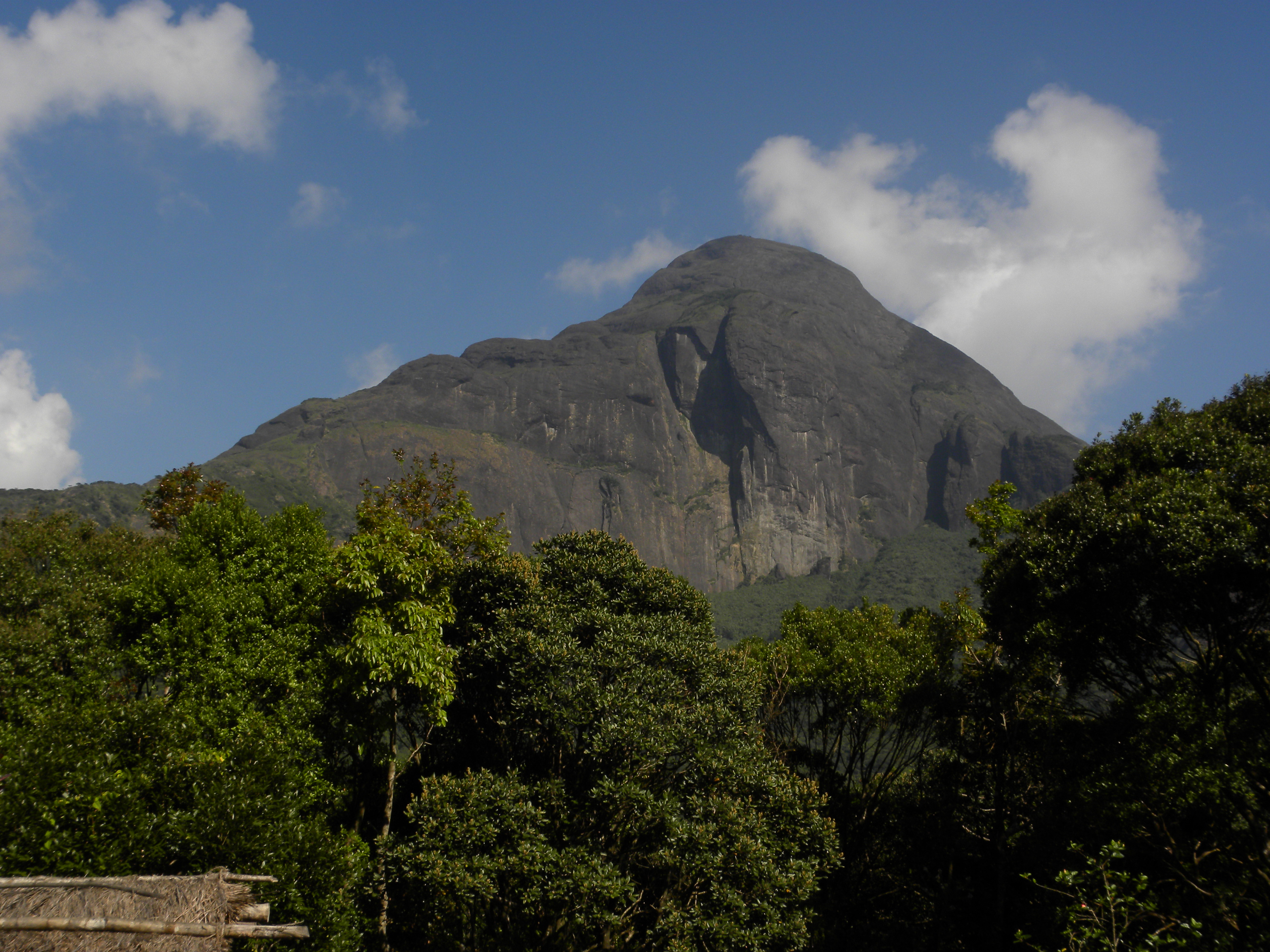
El Agastya Mala